# Pericallia opaca
Pericallia opaca là một loài bướm đêm thuộc phân họ Arctiinae, họ Erebidae.